# تصادم مايال
جرم مايال أو تصادم مايال (المصنف أيضًا تحت أطلس المجرات الغريبة باسم Arp 148 ) هو نتيجة اصطدام مجرتين تقعان على بعد 500 مليون سنة ضوئية داخل كوكبة Ursa Major . تم اكتشافه من قبل عالم الفلك الأمريكي نيكولاس يو مايال من مرصد ليك في 13 مارس 1940 ، باستخدام عاكس كروسلي .  عند اكتشافه لأول مرة، وُصف جسم مايال بأنه سديم غريب، يشبه في شكلهِ علامة استفهام. في الأصل اعتبر نظريا لكونه مجرة تتفاعل مع الوسط بين المجرات ،  ولكن يُعتقد الآن أنها تمثل تصادم مجرتين، مما أدى إلى جسم جديد يتكون من مجرة على شكل حلقة مع ذيل يخرج منها. يُعتقد أن الاصطدام بين المجرتين تسبب في حدوث موجة صدمية أدت في البداية إلى جذب المادة إلى المركز الذي شكــّل الحلقة فيما بعد. 
تم تصوير Arp 148 بواسطة تلسكوب هابل الفضائي كجزء من مسح لما يعتقد أنه مجرات متصادمة.  تم التقاط الصورة بأداة Wide Field و Planetary Camera 2 .  وتم إصداره مع 59 صورة أخرى من هذا النوع في عام 2008 للاحتفال بالذكرى الثامنة عشرة لتلسكوبات الفضاء. 